# 蓬萊粉蝨
蓬萊粉蝨（学名：Massilieurodes formosensis）为粉蝨科麻粉蝨屬下的一个种。